# Aurubis
Die Aurubis AG (vormals Norddeutsche Affinerie AG) ist ein börsennotierter Kupferproduzent sowie Kupferwiederverwerter mit Sitz in Hamburg.
Nach der Übernahme des belgischen Kupferproduzenten Cumerio durch die Norddeutsche Affinerie AG im Jahr 2008 firmiert das Unternehmen seit April 2009 als Aurubis. Der Name Aurubis ist eine Wortneuschöpfung mit Anlehnung an die lateinischen Wörter für „rotes Gold“ (rubrum, aurum).
Das Unternehmen produziert jährlich über eine Million Tonnen Kupferkathoden und stellt daraus diverse Kupferprodukte her. Ferner verarbeitet Aurubis auch Blei, Zink, Zinn, Nickel, Silber, Gold und Metalle der Platingruppe in Abhängigkeit der vorausgehenden Recyclingmaterialien.

## Geschichte

### Ursprünge und Entwicklung bis zum Hamburger Brand (1842)
Der früheste bekannte Vorläufer von Aurubis ist die Firma Beit, Marcus und Salomon, Gold- und Silberscheider aus dem Jahr 1770. Dieses Unternehmen verhüttete zunächst Münzen und Edelmetall-Legierungen. Nach der Besetzung des damaligen Edelmetallhandelszentrums Amsterdam ab 1795 profitiert das Unternehmen von der angespannten Lage am Edelmetallmarkt, bevor es durch die Besetzung Hamburgs ab 1806 ebenfalls von französischen Besatzern blockiert wurde.
Seit die Hamburger Reeder ab etwa 1830 begannen, auf den Rückfahrten ihrer Auswandererschiffe von Nord- oder Südamerika Kupfererz mitzubringen, ergab sich ein lukrativer Markt. Im Laufe der Zeit verschob sich daher die Produktion zur Verhüttung von Erzen.

### Ausweitung der Geschäfte bis zum Ersten Weltkrieg
Nach dem großen Hamburger Brand von 1842 stieg erneut die Nachfrage nach Metallen, insbesondere nach Kupfer als nicht brennbares Baumaterial bspw. für die Dachdeckung. Im Jahr 1846 beteiligte sich Joh. Ces. Godeffroy & Sohn an der Beit, Marcus und Salomon, Gold- und Silberscheider unter Ferdinand Beit (1817–1870). Das gemeinsame Unternehmen nannte sich Elbkupferwerk mit Hauptsitz auf der Hamburger Elbinsel Nordersand, heute Steinwerder. Es verarbeitete Kupfererze, die eigene und fremde Schiffe aus Südamerika, hauptsächlich aus Chile, im Hamburger Hafen anlandeten.
Bereits 1853 wurden im Rahmen einer Werkserweiterung Bedenken aufgrund der Arsenbelastung für die Stadt geäußert, die das Unternehmen 1856 jedoch mit der Zusage zu Umweltschutzmaßnahmen und weiteren Auflagen ausräumte. Der gleichzeitige Konjunkturaufschwung führte 1856 zur Gründung der Elbhütten-Affinier- und Handelsgesellschaft, wobei das Elbkupferwerk und das Beit'sche Stammwerk, ein Unternehmen von Marcus Solomon Beit, zusammengeführt wurden, um das Wachstum voranzutreiben. Um 1860 produzierte das neue Unternehmen mit rund 3000 Tonnen pro Jahr etwa 55 % der gesamten deutschen Kupferproduktion. Beit und Godffroy hielten je 25 % der Aktien während 50 % bei der Allgemeinen Deutschen Credit Anstalt Leipzig gehalten wurden.
In der Zeit von 1857 bis 1864/1865 wurde aufgrund einbrechender Nachfrage, sinkenden Metallpreisen und abflachenden Erzrückfrachten erst die Werkstätigkeit sukzessive gedrosselt und schließlich komplett eingestellt. Zusammen mit der Norddeutschen Bank gründete ein Konsortium um Ferdinand Beit am 28. April 1866 die Norddeutsche Affinerie AG und übernahm das inzwischen stillgelegte Beit'sche Stammwerk wegen vielversprechender Zukunftsaussichten. Die Norddeutsche Bank war mit 75 % der Aktienanteile Hauptaktionär und -inhaber der neuen Gesellschaft.
Nach den ersten ruhigen Betriebsjahren kehrte das Unternehmen im Zuge der Gründung des Deutschen Reichs 1871 und der Einführung der reichsweiten Einheitswährung Mark (siehe auch: Goldmark) 1873 zur Affination von Münzen zurück, da zuvor ausgegebene Münzen und Taler gewissermaßen recycelt werden mussten.

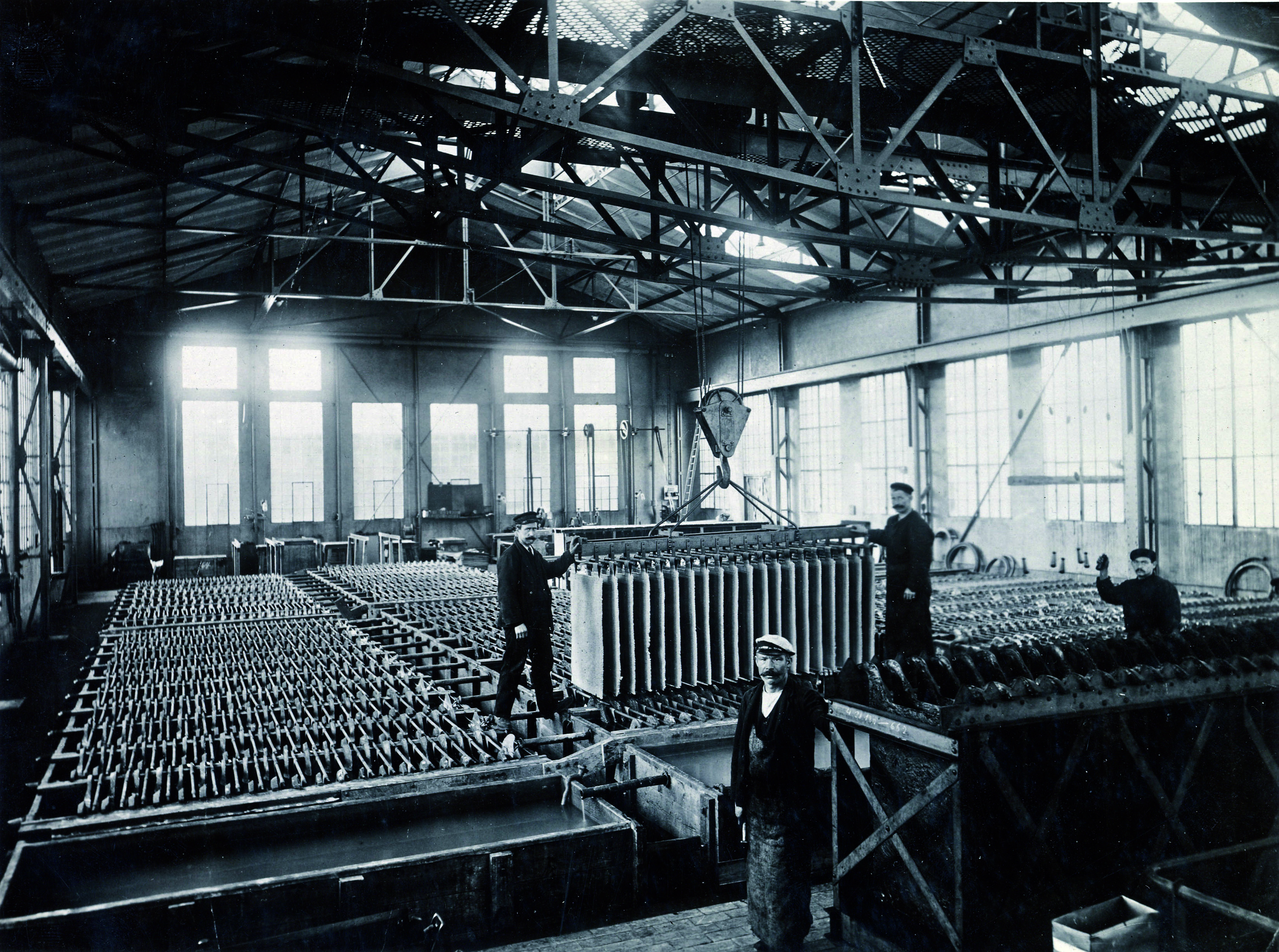
Elektrolyse auf der Peute um 1910

Im Jahr 1908 begannen die Ausbau- und Umzugsarbeiten der Norddeutschen Affinerie auf die Peute, einem Industriegebiet im heutigen Hamburg-Veddel, um alle Standorte zusammenzulegen und Raum für mögliches weiteres Wachstum zu erschließen. 1913 erfolgte der finale Umzug und der vollständige Abriss der Altwerke. In diesem Umbruch stiegen die neuen Großaktionäre der Frankfurter Metallbank und Metallurgischen Gesellschaft sowie die Deutsche Gold- und Silber-Scheideanstalt (später Degussa) ein, woraufhin sich die Teilhaberschaft der Norddeutschen Bank auf 50 % reduzierte.

### Zeit der Weltkriege
Mit Ausbruch des Ersten Weltkriegs 1914 versiegte mit der Blockade der Nordsee durch die britische Royal Navy zunehmend der Zugang zu Rohstoffen und Vorprodukten, während gleichzeitig der Bedarf für Kriegsausstattung stieg. Durch die Not an Metallen wurden zunächst im Rahmen der ersten Metallspende des deutschen Volkes freiwillige Abgaben zu Kriegsgut verarbeitet. Später wurden durch Einflussnahme der staatlichen Kriegsmetall AG auch enteignete Haushaltsgegenstände sowie Kirchenglocken und Orgelpfeifen eingeschmolzen. Während des Krieges wurden zudem Kriegsgefangene belgischer und russischer Herkunft als Zwangsarbeiter beschäftigt.
Nach dem Ende des Ersten Weltkriegs 1918 war die Norddeutsche Affinerie geplagt von der Umstellung auf eine Friedenswirtschaft, Arbeitskräftemangel, hoher Inflation und veralteter Ausstattung. 1921 erfolgten daher große Investitionen in den Standort, um sich international konkurrenzfähig zu positionieren. 1926 stieg die British Metal Corporation zu 26 % bei der Norddeutschen Affinerie ein, während zwei Jahre später 51 % der Chemiefabrik J. E. Devrient AG erworben wurden und in den Konzern auf der Peute eingegliedert wurden. Trotz der Weltwirtschaftskrise 1929 erwies sich das Unternehmen als außerordentlich stabil und war in der Lage die Produktpalette zu erweitern.
Nach der Machtübernahme der Nationalsozialisten 1933 erlebte das Unternehmen einen massiven Aufschwung. Gleichzeitig mussten mit Richard Merton, Julius Levisohn und Heinrich Wohlwill drei Personen jüdischer Abstammung aus dem Vorstand zurücktreten. Mit Wilhelm Avieny von der Metallgesellschaft und Hermann Schlosser von der Degussa übernahmen 1939 zwei Personen leitende Funktionen im Aufsichtsrat, die eng mit der nationalsozialistischen Politik verbunden waren. Am Vorabend des Zweiten Weltkriegs deckte das Unternehmen die Hälfte des deutschen Kupferverbrauchs und beschäftigte etwa 1450 Menschen. Ab 1940 war die Norddeutsche Affinerie ebenfalls an der Verarbeitung von Raubgold beteiligt, das im Rahmen der Leihhausaktion von jüdischen Besitzern erpresst worden war. Auch bei der zweiten Metallspende des deutschen Volkes spielte das Unternehmen eine tragende Rolle und schmolz neben freiwilligen Spenden ebenfalls enteignete Grabkreuze, Brunnen, Denkmäler und Kirchenglocken ein (siehe auch: Glockenfriedhof). Die Bombenangriffe der  Operation Gomorrha (Juli und August 1943) trafen das Werk eher indirekt: Das Werk erlitt zwar einige Bombentreffer, die Schäden hielten sich im Vergleich zu anderen Stadtgebieten jedoch in Grenzen. Der Betrieb lag dennoch zeitweise still, weil große Teile der Bevölkerung und der Belegschaft Hamburg verlassen hatten und sich erst nach und nach wieder einfanden. Deutlich gravierender waren die Schäden durch einen Luftangriff am 4. November 1944, der eigentlich der Harburger Ölraffinerie gelten sollte. Im Werk der Norddeutschen Affinerie entstanden große Schäden. Der Betrieb kam bis Kriegsende nicht wieder in Gang.

### Zwangsarbeiter
Während des Zweiten Weltkriegs war die Norddeutsche Affinerie wichtiger Zulieferer für die Munitionsindustrie und setzte in der Produktion Zwangsarbeiter ein. Zu Höchstzeiten im Juli 1944 waren von insgesamt rund 1900 Beschäftigen 806 Zwangsarbeiter beschäftigt, wobei ein unterbreitetes Angebot über weitere 1.000 bis 1.500 Zwangsarbeiter aus dem KZ Neuengamme abgelehnt wurde.

### Nachkriegsjahre und Entwicklung bis zum Börsengang (1998)

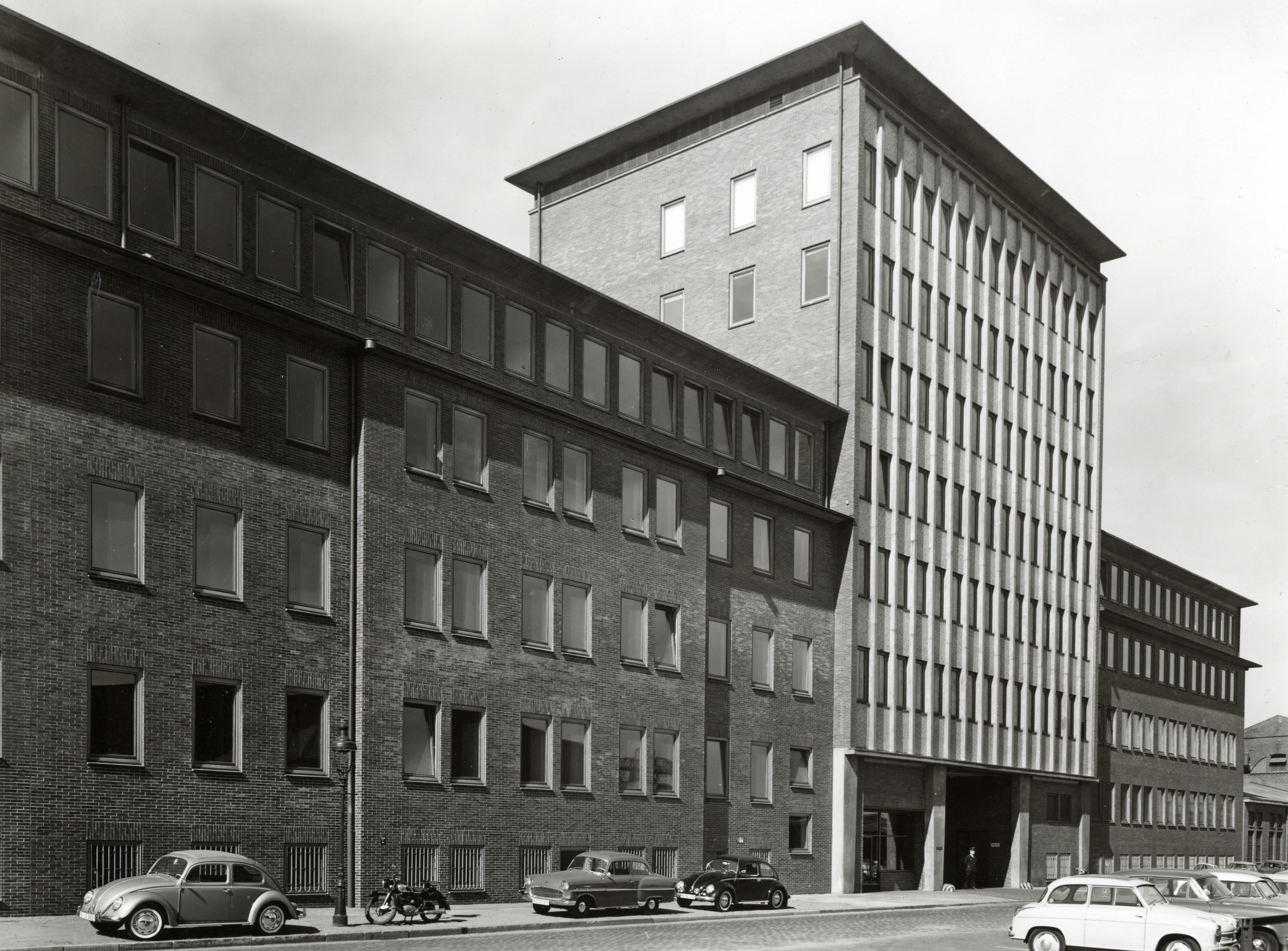
1959: Verwaltungsgebäude der Norddeutschen Affinerie

Nach Ende des Krieges und der Besatzung durch die Briten war das Werk von Demontagen bedroht. Eine erste wurde Anfang 1946 durchgeführt und betraf die Anlagen zur Aluminiumpulverherstellung. Mitte 1946 waren Demontagepläne jedoch obsolet. Mehrfach konnten zudem Beschlagnahmungen des seit dem Krieg auf dem Werksgelände lagernden Metalls verhindert werden. Nach anfänglichem Arbeitskräftemangel lief die Produktion in den verschiedenen Werksbereichen ab Mitte 1946 langsam wieder hoch.
Mit dem Marshallplan 1947 und der folgenden Währungsreform 1948 folgte das „Wirtschaftswunder“, welches ebenfalls der Norddeutsche Affinerie zu alter Größe verhalf und erneut hohe Investitionen in den Standort mit sich führte. Auch internationale Lieferantenbeziehungen konnten vereinbart werden, beispielsweise mit Partnern in England, Belgien, Peru, Chile oder Afrika. Bereits 1951 war das Produktionsniveau von 1938 erreicht, bis Mitte der 1960er Jahre verdoppelte es sich. Seit Anfang der 1960er Jahre stelle die Norddeutsche Affinerie aufgrund des Arbeitskräftemangels in der Bundesrepublik Gastarbeiter ein, vor allem aus Spanien, Griechenland und der Türkei. 1973 beschäftigte das Unternehmen rund 3000 Mitarbeiter; 38,5 Prozent waren Gastarbeiter.
Nach mehreren fehlgeschlagenen internationalen Beteiligungsversuchen gelang es dem Unternehmen ab 1969 mehrere Beteiligungen und Projekte wie an der Otavi Mining Company, Transvaal Alloys oder der Freeport Indonesia zu realisieren. 1975 gründete das Unternehmen zusammen mit dem chilenischen Kupfererzeuger Codelco und den deutschen Hüttenwerken Kayser aus Lünen das Joint Venture Deutsche Giessdraht GmbH.
Im Juli 1998 erfolgte der Börsengang der Norddeutschen Affinerie in Frankfurt. Dabei wurden 70 % der Aktien in den Free Float übergeben, während die Hauptaktionäre Inment Mining Corp., Mount Isa Holding und Degussa jeweils 10 % der verbleibenden Aktien hielten.

### Unternehmen seit dem Börsengang
Im September 1999 wurde der Joint-Venture-Partner Kayser vollständig von der Norddeutschen Affinerie übernommen. Im Jahr 2002 wurde Prymetall übernommen, welches zuvor zusammen mit den Wieland-Werken in Stolberg ein Kupfer-Vorwalzwerk betrieb.
Seit Mai 2007 ist Aurubis durch eine sogenannte virtuelle Kraftwerksscheibe – eine gesellschaftsrechtliche Beteiligung in Höhe von 115 MW – am Kohlekraftwerk Moorburg, das Vattenfall Europe in Hamburg-Moorburg für importierte Steinkohle errichtet hat, beteiligt. Durch einen langfristigen Liefervertrag, dessen Preisstellung sich an den Erzeugungskosten des entsprechenden Kraftwerks orientiert, wird Aurubis von Vattenfall bis 2040 pro Jahr eine Milliarde Kilowattstunden Strom beziehen. Im Februar 2008 übernahm die Norddeutsche Affinerie nach einer langen Auseinandersetzung mit A-Tec Industries über 91 % des belgischen Kupferbearbeiters Cumerio. Im April 2008 wurde durch einen Squeeze-out die Komplettübernahme für rund 777 Mio. EUR von Cumerio vollzogen.
Im Februar 2009 beschloss die Hauptversammlung der Norddeutschen Affinerie AG mit Wirkung vom 1. April 2009 die Umbenennung der Gesellschaft in Aurubis AG. Der Name Aurubis wurde in Anlehnung an die lateinischen Wörter für Gold und Rot gewählt, um die Bedeutung des Kupfers als Metall von außergewöhnlichem Wert („rotes Gold“) hervorzuheben. Das Firmenlogo blieb dagegen unverändert. Zeitgleich wurde die Prymetall GmbH & Co. KG in Aurubis Stolberg GmbH & Co. KG umbenannt. 2011 vollzog Aurubis die Akquisition der früheren Luvata Rolled Products Division. Aurubis verfügte nun über 16 Produktionsstandorte, vier Dienstleistungszentren und ein ausgedehntes Vertriebssystem für Kupferprodukte.
Die Europäische Kommission hat nach der Fusionskontrolle am 6. Februar 2019 die geplante Übernahme der Walzproduktsparte von Aurubis und des Gemeinschaftsunternehmens Schwermetall Halbzeugwerk durch die Wieland Gruppe mit Sitz in Ulm untersagt, denn der Wettbewerb würde verringert und Preise würden nach oben getrieben. Im Juni 2020 vollzog Aurubis den Erwerb der belgisch-spanischen Metallo-Gruppe zu einem Preis von 380 Mio. EUR. 2022 wurde ein Teil der Flachwalzsparte für rund 63 Mio. EUR an KME SE verkauft. Teil des Verkaufs sind die Standorte in Zutphen (Niederlande) und die Schneidcenter in Birmingham (Großbritannien), Dolný Kubín (Slowakei) und Mortara (Italien) mit insgesamt rund 360 Mitarbeitern. Im selben Jahr verkündete das Unternehmen eine Investition im Volumen von rund 200 Mio. EUR über eine Pilotanlage und späteres Werk für Batterierecycling am Standort Hamburg.
Im Juni 2023 wurde bekannt, dass Aurubis offenbar seit Jahren systematisch und in großem Umfang von Mitarbeitern und Subunternehmen bestohlen wurde. Die Schadenssumme lag im niedrigen dreistelligen Millionenbereich. Die bisherigen Vorstände, mit Ausnahme der erst 2023 bestellten Inge Hofkens, mussten ihre Posten räumen. Im Juni 2024 verabschiedete der Aufsichtsrat die Neuaufstellung des Vorstands ab September beziehungsweise Oktober 2024.

## Standorte
- Zentrale: Hamburg, Deutschland[66]

- Segment Custom Smelting & Products
  - Hamburg, Deutschland
  - Stolberg, Deutschland
  - Pirdop, Bulgarien
  - Pori, Finnland
  - Avellino, Italien

- Segment Multimetal Recycling
  - Olen, Belgien
  - Beerse, Belgien
  - Berango, Vizcaya, Spanien
  - Lünen, Deutschland
  - Augusta (Georgia), Vereinigte Staaten

- Tochtergesellschaften und Beteiligungen
  - Deutsche Giessdraht, Emmerich am Rhein, Deutschland
  - Retorte, Röthenbach an der Pegnitz, Deutschland
  - Schwermetall Halbzeugwerk, Stolberg, Deutschland
  - Peute Baustoff, Hamburg, Deutschland
  - Cablo, Gelsenkirchen, Deutschland

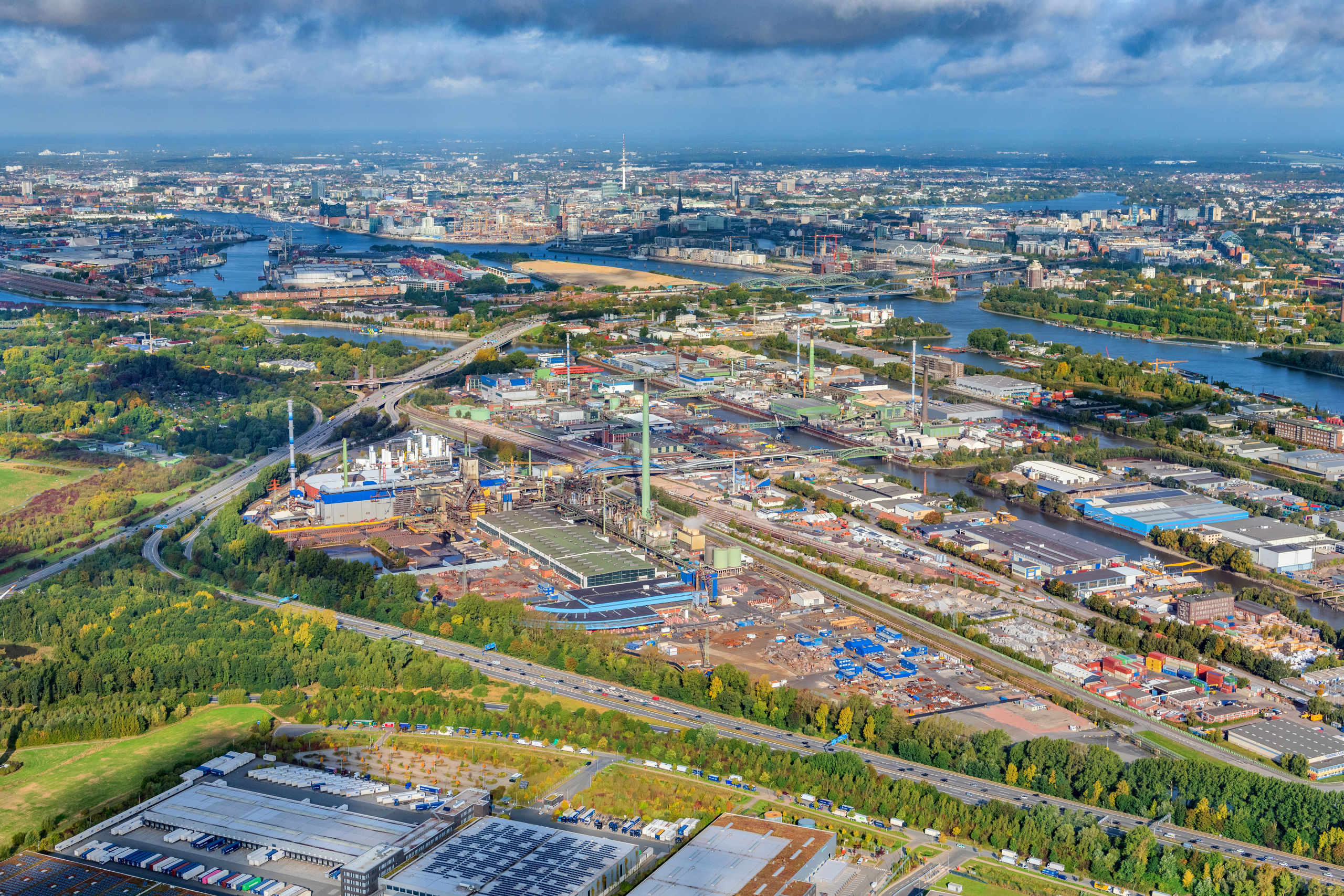
Werk Hamburg – Luftaufnahme
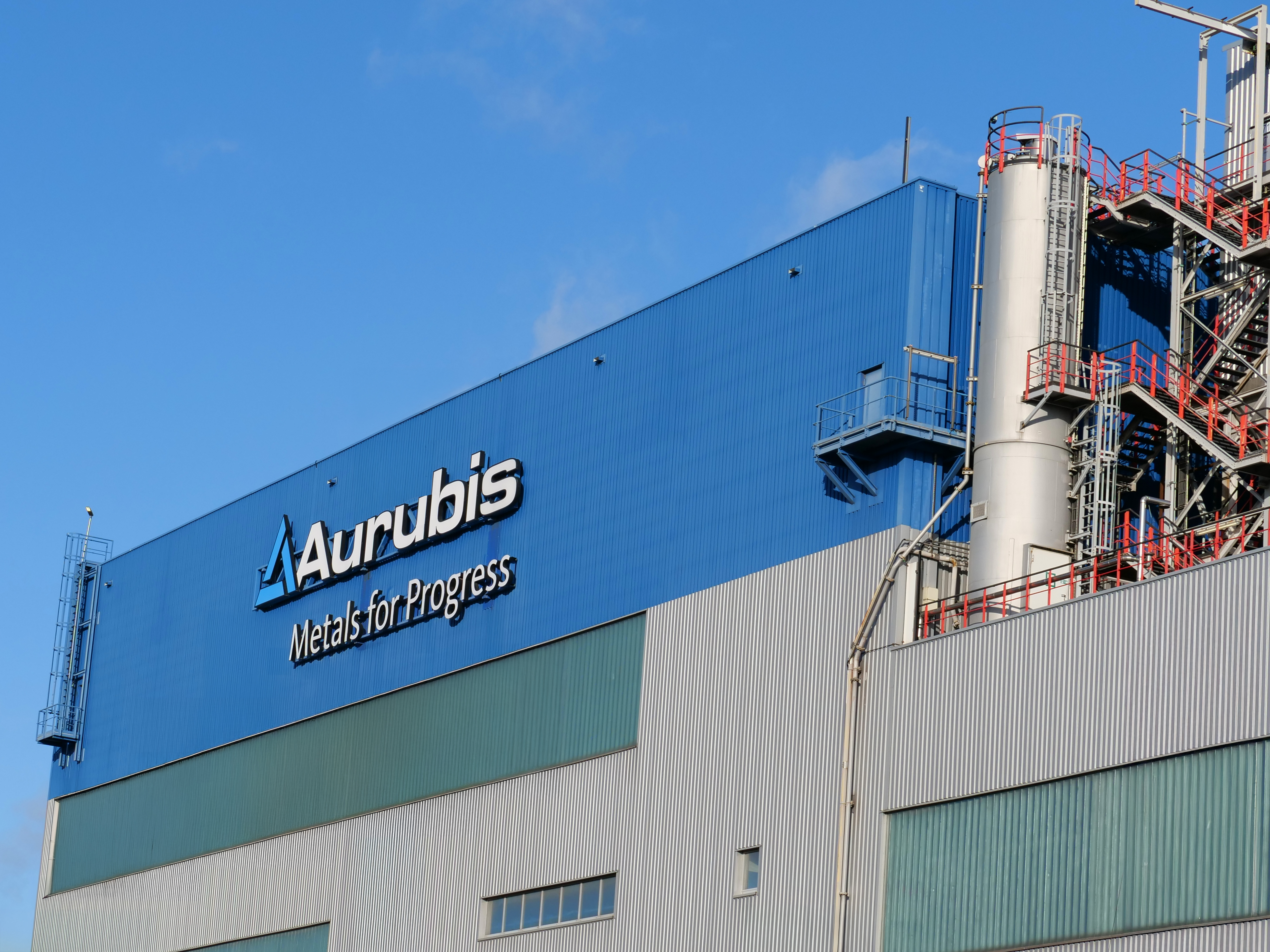
Anodenschlamm- verarbeitung Hamburg
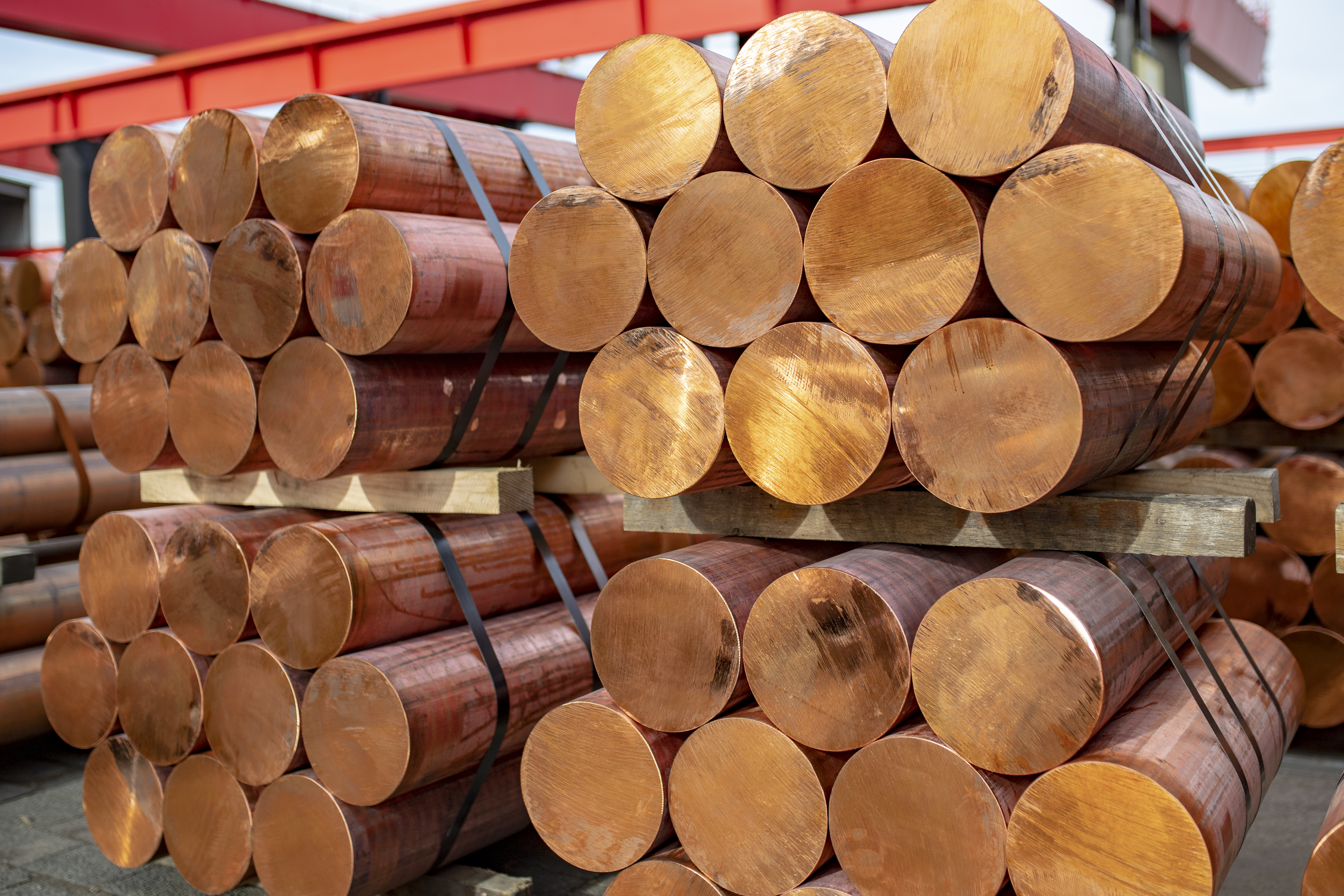
Stranggusslager in Hamburg
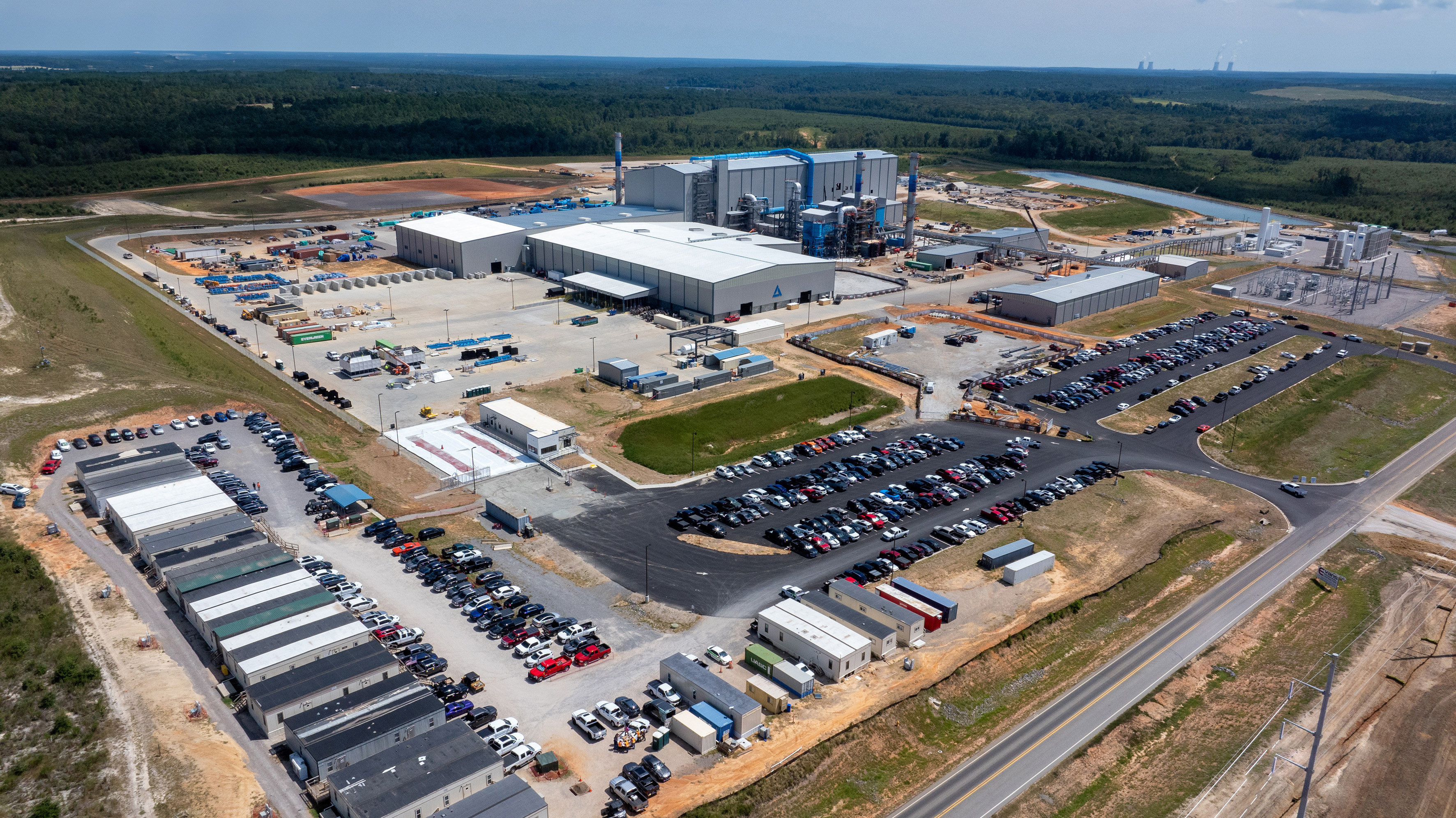
Werk in Richmond, Georgia (USA)

## Geschäftsmodell

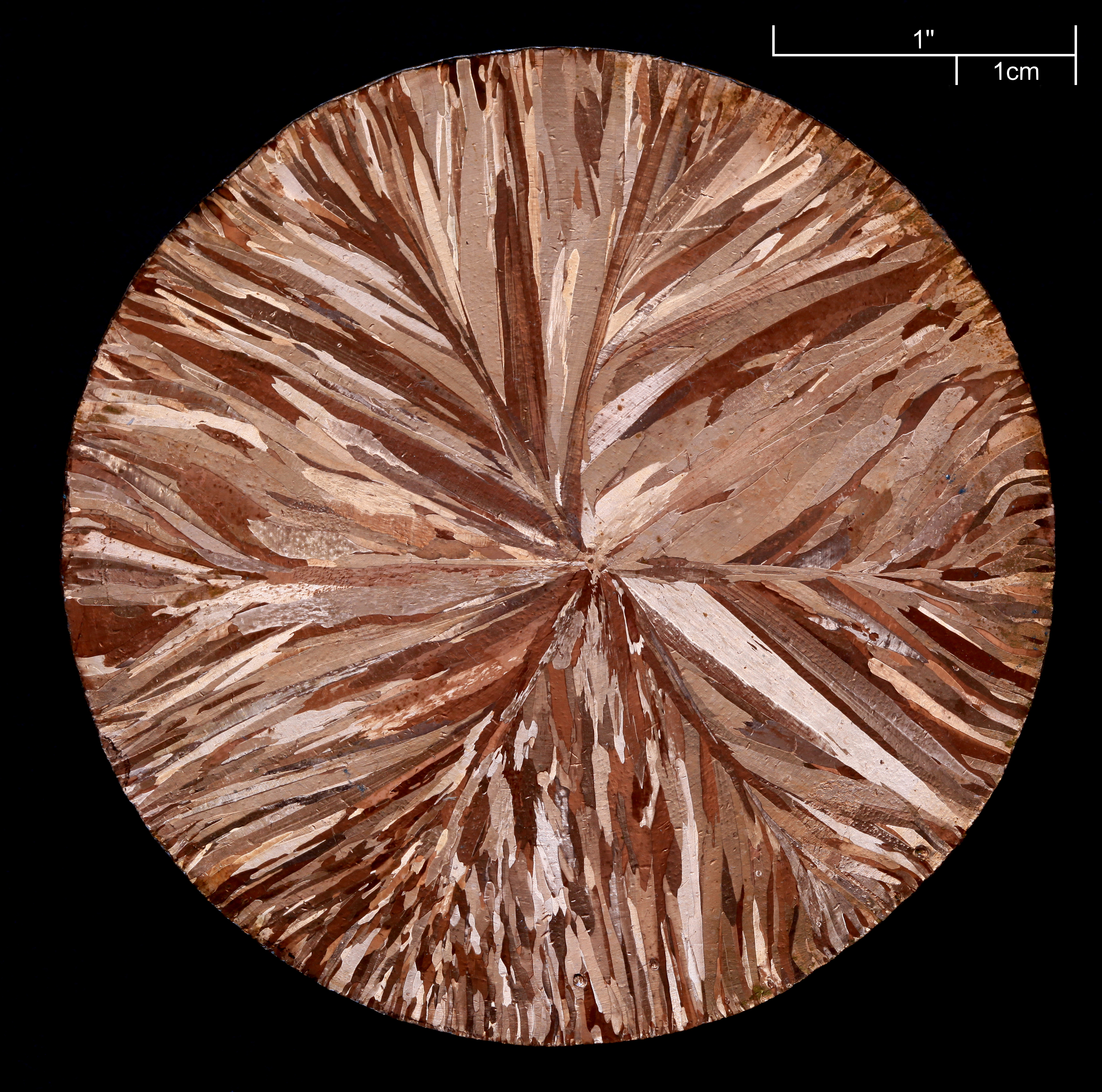
Im Strangguss-Verfahren hergestellte Schau-Kupferscheibe

Aurubis verarbeitet in den entsprechenden Anlagen seiner Standorte Metallkonzentrate zu Vorprodukten für die weiterverarbeitende Industrie. Neben Kupfer sind dies unter anderem die Metalle Gold, Silber, Blei, Zinn und Zink sowie die Nebenmetalle Tellur, Selen und Metalle der Platingruppe. Die Konzentrate bezieht das Unternehmen von rund 30 Minen und einigen Händlern. Zudem recycelt Aurubis Metalle, die sich insbesondere in Industrierückständen und elektrischen beziehungsweise elektronischen Geräten finden. Kupfer als Altmetall spielt hier die größte Rolle. Verkauft werden vom Unternehmen Metallprodukte (insbesondere Kupferprodukte), Schwefelsäure und Nebenprodukte aus den Produktionsprozessen. Gießwalzdraht und Stranggussprodukte in unterschiedlichen Formaten spielen hier die Hauptrolle.

## Entwicklung der Konzern-Kennzahlen
| in Euro              | 2017     | 2018     | 2019     | 2020     | 2021     | 2022     | 2023     | 2024     |
| -------------------- | -------- | -------- | -------- | -------- | -------- | -------- | -------- | -------- |
| Umsatz Mio.          | 11.040,1 | 10.421,2 | 10.763,3 | 12,428,5 | 16,299,8 | 18.520,5 | 17.063,7 | 17.138,0 |
| Ergebnis v. St. Mio. | 445,1    | 322,1    | 260,0    | 360,9    | 806,6    | 916,8    | 148,2    | 502,0    |
| Bilanzsumme Mio.     | 4.496    | 4.595    | 4.657    | 5.695    | 6.789    | 7.577    | 7.386    | 7.982    |
| Dividende je Aktie   | 1,45     | 1,55     | 1,25     | 1,30     | 1,60     | 1,80     | 1,40     | 1,50     |
| Mitarbeiter          | 6.494    | 6.673    | 6.853    | 7.236    | 7.135    | 6.913    | 7.230    | 6.979    |

## Aktionärsstruktur
(Stand: 27. Dezember 2024)
- Salzgitter AG – 29,99 %
- Rossmann Beteiligungs GmbH – 13,17 %
- Streubesitz – 56,84 %

## Kritik

### Umweltbelastungen
1985 kam es zum Arsenskandal, als bekannt wurde, dass sich im Osten Hamburgs, besonders in den landwirtschaftlich genutzten Bereichen, Schwermetalle in den Böden angereichert hatten. Zum Skandal wurde es durch die Verheimlichung der Hamburger Behörden. Die Umweltschutzgruppe Physik-Geowissenschaften zeigte mit eigenen Wasser- und Bodenproben, dass sich Arsen, Cadmium, Kupfer, Zink und andere Schwermetalle im Hafenschlick vor dem Werk stark angereichert hatten und noch 2005 aus Rissen und Spalten der Kaianlage in die Elbe gelangten. Auch wurden besonders Arsen und Cadmium in den Abwassereinleitungen und in der Abluft der Essen nachgewiesen.
Im Anschluss an den Skandal schloss Aurubis mit der Hamburger Behörde für Stadtentwicklung und Umwelt auf freiwilliger Basis fünf Verträge zur Verbesserung des Umweltschutzes und zur Steigerung der Energieeffizienz. Im Februar 2011 wurde eine sechste Emissionsminderungsvereinbarung zwischen Aurubis und der Stadt geschlossen, die Investitionen von rund 20 Millionen Euro in Umweltschutzmaßnahmen implizierte und eine Laufzeit bis 2016 hatte.
Im Jahre 1989 kam es in Rastatt durch die 1986 stillgelegte Tochter Fahlbusch zu einem Dioxinskandal. Auf dem Gelände und in der Umgebung wurden Dioxinkonzentrationen von mehr als 1000 ng/kg gemessen; die Höchstmengen reichten bis zu 7926 ng/kg. In jeder zehnten Probe fand sich das aus dem Sevesounglück bekannte 2,3,7,8-Tetrachlordibenzoparadioxin (TCDD) mit Konzentrationen von 19 bis immerhin 465 ng/kg, also mehr als seinerzeit in der „toten Zone“ in Oberitalien. In der ersten Hälfte der 1990er Jahre wurde der Boden in den Gärten des anliegenden Wohngebiets ausgetauscht. Belastete Produktionsanlagen und Betriebsgebäude wurden zurückgebaut, die Dachstühle umliegender Gebäude wurden staubsaniert. Eine Einkapselung sicherte den Bereich der ehemaligen Elektrolysehallen. 1994 waren alle Arbeiten abgeschlossen. Die Kosten trug das Land Baden-Württemberg.
Umweltverbände und umweltaktivistische Parteien kritisierten 2010 die Erweiterungspläne des Werks im nordrheinwestfälischen Lünen aufgrund von Bedenken aus der Erhöhung des Verkehrsaufkommens, der kaum zu verwertenden Abfallprodukte und einer bereits vorliegenden Umweltbelastung durch den Eintrag von Quecksilber, Thallium, Dioxinen und mehr. Die Bezirksregierung Arnsberg veranlasste in den nachfolgenden Jahren bei Gemüse Messungen auf den Schwermetallgehalt. Sie waren bis 2019 rückläufig. Dennoch empfahl die Bezirksregierung, bestimmte Blattgemüsesorten aus Anrainer-Gärten nicht zu verzehren. 2024 kündigte das Unternehmen für den Standort Lünen den Bau einer Luftzerlegungsanlage an. Diese erzeugt direkt am Standort Sauerstoff mit der Folge von weniger Schwerlastverkehr und Emissionen. Der eingesparte Kohlendioxid-Ausstoß entspricht nach Unternehmensberechnungen der Jahresemission von 1800 Haushalten.
Aurubis kaufte 20 Jahre lang die ganze Produktion einer Kupferhütte des armenischen Kupferherstellers Vallex in Alawerdi, Armenien. Die Kupferhütte war sehr veraltet; es gab hohe Schadstoffemissionen und schwerwiegende Arbeitsrechtsverletzungen. Die Kupferhütte hat den Boden und den durch Alawerdi fließenden Fluss Debed kontaminiert.
Aurubis wurde kritisiert, dass die Partnerschaft mit Vallex mit der Sozialverantwortung des Hamburger Unternehmens nicht im Einklang sei.
Nussir, ein norwegisches Bergbauunternehmen, plante nördlich des Polarkreises, am Repparfjord, die weltweit erste CO2-neutrale Kupfermine zu errichten und das so gewonnene Kupfererz an Aurubis zu liefern. Die dort lebenden Samen protestierten gemeinsam mit Umwelt- und Menschenrechtsorganisationen dagegen und setzten sich durch. Für seinen Rückzug führte Aurubis „bestimmte soziale Aspekte“ an.

### Arbeitsunfälle mit Todesfolge
Infolge eines Stickstoff-Gas-Austritts im Zuge von Wartungsarbeiten auf dem Werksgelände in Hamburg kamen im Mai 2023 drei Mitarbeiter ums Leben. Die Ursache konnte nicht geklärt werden. Im Juli 2024 starb ein Verladearbeiter in Hamburg.

## Auszeichnungen
- 2021 gewann das Aurubis den Responsible-Care-Wettbewerb des Verbands der Chemischen Industrie mit einem Projekt zur Dekarbonisierung des Kupferprozesses.[88]
- Das Unternehmen ist 2024 mit dem Deutschen Nachhaltigkeitspreis geehrt worden. Die Jury betonte, das Unternehmen habe in der Transformation der Industrie in eine klimaneutrale Wirtschaft „besonders wirksame, beispielhafte Beiträge“ geleistet.[89]